# 東京都水産試験場
東京都水産試験場（とうきょうとすいさんしけんじょう）は東京都の水産業に関する試験研究機関である。2005年4月に、東京都農業試験場、東京都畜産試験場の島しょ部とともに東京都島しょ農林水産総合センターとなった。本場は、1997年に港区海岸1-13-17に移転するまでは、葛飾区水元にあった（水元公園の一部）。調査船4隻による伊豆・小笠原の広域及び都内の内水面の水産資源等の調査や、栽培漁業等の水産に関する試験研究等を行い、東京都の水産業振興支援を行っていた。

## 組織
（2005年3月まで）
- 庶務課：庶務、経理、管理等
- 資源管理部：水産に関する試験研究
- 大島分場：水産に関する試験研究（伊豆諸島北部及び伊豆・小笠原諸島等広域）
- 八丈分場：水産に関する試験研究（伊豆諸島南部）
- 小笠原水産センター（総務局所管）：水産に関する試験研究（小笠原諸島）
- 奥多摩分場：水産に関する種苗生産・配布、試験研究（内水面） （2004年4月に財団法人東京都農林水産振興財団に移管）

## 調査船
- やしお（大島事業所）：伊豆諸島北部海域
- たくなん（八丈事業所）：南部海域
- 興洋（小笠原水産センター）：小笠原海域（沖ノ鳥島を含む）
- みやこ（大島事業所）：南鳥島・沖ノ鳥島を含む広域海域